# پدافند

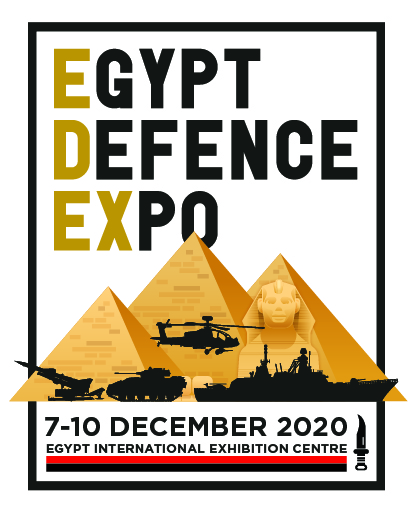
شعار معرض إیدیکس ل۲۰۲۰

پدافند. یا پاد آفند (پاد به معنی دفاع کننده، پاینده) در مفهوم کلی، مجموعه اقداماتی است که به‌منظور دفع، خنثی‌سازی، کاهش تأثیر اقدامات آفندی دشمن و جلوگیری از دستیابی دشمن به اهداف خودی انجام می‌گیرد.
پدافند به دو گروه پدافند عامل و پدافند غیرعامل تقسیم‌بندی می‌شود.

## پدافند عامل
پدافند عامل یا پدافند کُنش‌گر عبارت است از مقابله و رویارویی مستقیم با دشمن و استفاده از جنگ‌افزارهای مناسب و در دسترس برای دفع حمل و خنثی کردن اقدامات و عملیات آفندی دشمن. برای مثال استفاده از سیستم‌های ضدهوایی و هواپیماهای رهگیر جزو پدافند عامل محسوب می‌شود.

## پدافند غیرعامل
پدافند غیرعامل یا پدافند ناکُنش‌گر نیز اقداماتی است که موجب کاهش ضرر و زیان در مقابل عملیات هواپیماهای دشمن و تهدیدات خارجی با هزینه کمتر و به‌کارگیری ترفند و شیوه‌های غیرمسلحانه نظیر: استتار و اختفا و ایجاد سرپناه برای تأسیسات مهم و استراتژیک انجام می‌شود و در این نوع پدافند از هیچگونه سلاحی استفاده نمی‌شود.
پدافند غیرعامل به پدافندی گفته می‌شود که با استفاده از کلیه امکانات بدون استفاده از سلاح و جنگ‌افزار، کشور را در برابر انواع عملیات‌های دشمن در امان بدارد.

## پدافند سوم
پدافند سوم غیر از دو پدافند قبلی است و به جای مقابله در زمان بروز جنگ یا تهدید، یا به جای تلاش برای کاهش ضرر و زیان در مقابل تحریم یا حمله‌های زمان جنگ، برای حفظ پیشرفت و سرعت پیشرفت و توسعه برنامه‌ریزی می‌کند که البته به صورت جانبی به تقویت دو پدافند قبلی نیز منجر خواهد شد. پدافند سوم، امنیت پیشرفت آفرین را دنبال می‌کند و از طریق حمایت در کسب یا خلق معرفت، علم، نوآوری و فناوری به دنبال ایجاد قابلیت‌های برترساز سازنده در تدارک دفاع خلاقانه و اصل غافلگیری است تا در نهایت دیگران را به این نتیجه برساند که تهدید، تحریم یا جنگ اثری ندارد و آن‌ها را از طرح‌ریزی، تدارک یا اعمال آن منصرف کند.

## انواع اقدامات پدافندی
علاوه بر دو گروه کلی پدافند عامل و پدافند غیر عامل، با توجه به محدوده اثر عملیات پدافندی، نوع و موقعیت تأسیسات و زیرساخت‌های تحت پدافند، موقعیت استقرار نیروهای خودی و نیروهای دشمن و هم‌چنین نوع تجهیزات آفندی دشمن، انواع مختلفی از اقدامات پدافندی می‌تواند تعریف و به مورد اجرا گذاشته شود. از مهم‌ترین انواع اقدامات پدافندی به موارد زیر می‌توان اشاره نمود:
پدافند استراتژیکی، پدافند تاکتیکی، پدافند بصورت نقاط اتکاء، پدافند خطی، پدافند بندر، پدافند پایگاه، پدافند ساحلی، پدافند کرانه ساحلی، پدافند نقطه‌ای، پدافند تشعشعی، پدافند میکروبی، پدافند شیمیایی، پدافند دایره‌ای، پدافند در جبهه وسیع، پدافند در ساحل رودخانه، پدافند در ضد شیب، پدافند در عمق، پدافند در محل، پدافند دورادور، پدافند موضعی، پدافند نزدیک، پدافند تعجیلی، پدافند با فرصت، پدافند ضد تانک، پدافند زمین به هوا، پدافند ماهواره‌ای، پدافند موشکی، پدافند مین، پدافند هوایی.